# Megaselia aldrichi
Megaselia aldrichi is een vliegensoort uit de familie van de bochelvliegen (Phoridae). De wetenschappelijke naam van de soort is voor het eerst geldig gepubliceerd in 1967 door Borgmeier.